# 海南站
海南站（日语：／ Kainan eki */?）是位於和歌山縣海南市名高，西日本旅客鐵道（JR西日本）的紀勢本線（紀國線）車站。事務管號碼為▲622088。本站為海南市的代表車站，包括特急「黑潮」在內定期列車停此站。

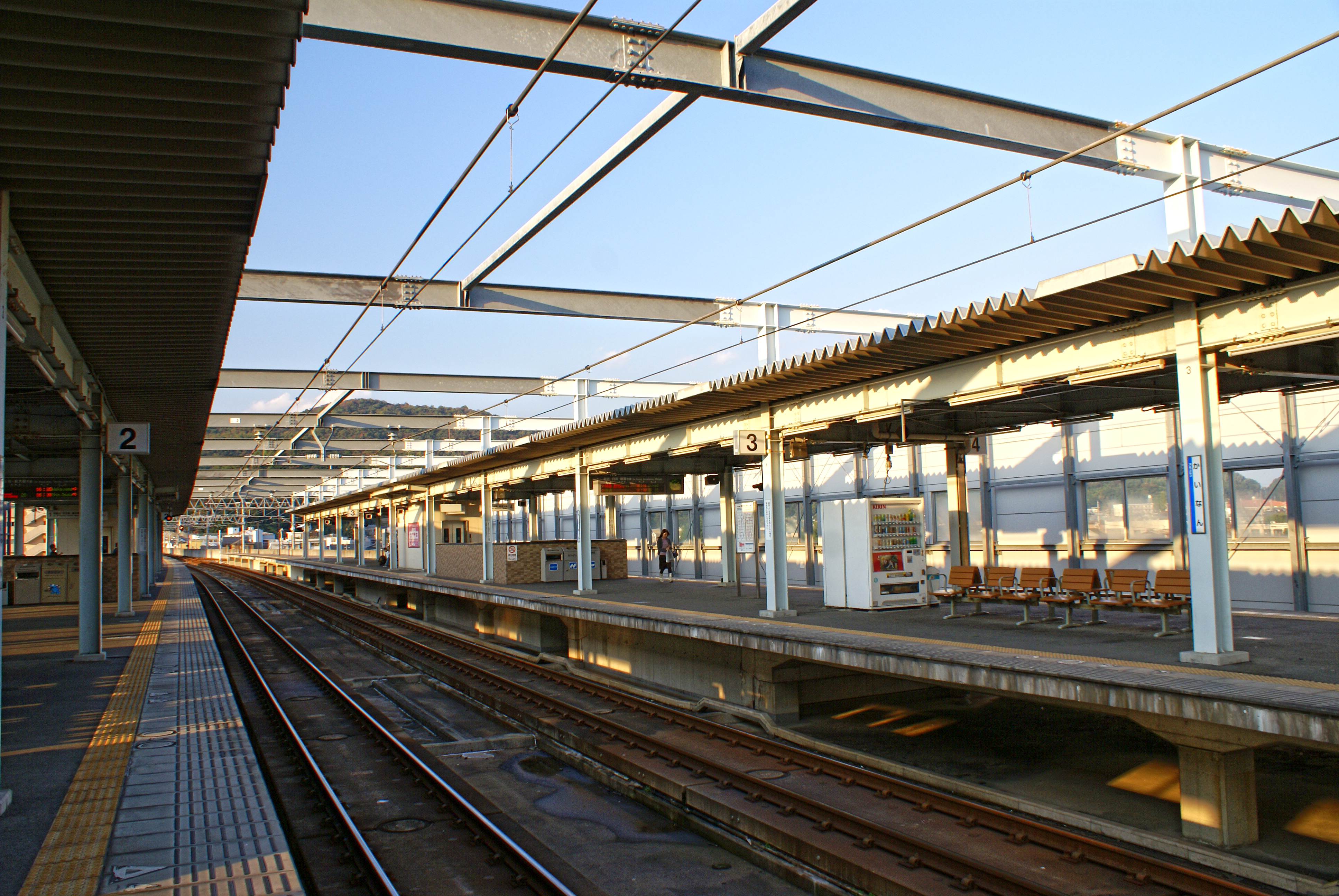
月台(2006年11月)

## 歷史
在日方地區最初的鐵路車站為野上輕便鐵道（後來為野上電氣鐵道）的「日方站」（日语：／）。在1916年（大正5年），野上輕便鐵道日方站至野上站（後來改名為紀伊野上站）之間開通，日方站啟用。此站的位置是在日方地區的旁邊的地區。
在1924年（大正13年）2月，國鐵紀勢西線最先開通區間，和歌山站（現時為紀和站）經東和歌山站（現時為和歌山站）至箕島站之間開通，此站啟用，當時國鐵的車站名為日方町站（日语：／）。「日方站」的位置是在此站的東北方。在國鐵一方請求「日方站」內設有「連絡口」專用月台。以便「日方站」月台的列車可前往「連絡口」月台停車，以便使國鐵線乘客進行轉乘。
「日方町站」隨後在1934年（昭和9年）海南市誕生後，於1936年（昭和11年）改名為「海南站」（日语：／）。在1959年（昭和34年），紀勢本線全線開通，使龜山站至和歌山站（現時為紀和站）之間為紀勢本線。隨後包括「日方站」在內的野上電氣鐵道在1994年（平成6年）全線廢止。若野上電鐵當時還存在的話，是計劃把「日方站」遷移至此站東出口，但是沒有實現(海南市海南站高架化相關官方文件中提及，JR海南站高架化後，新的日方站會以與JR線構成直角並繼續座落於地面)。
| ← 新宮方向      | 在地面時代，日方站與海南站的配線圖（1992年） | → 和歌山方向 |
|                 | ↓ 登山口方向                                 |              |
| 图例 参考文献： |                                              |              |

### 年表
- 1916年（大正5年）2月4日 - 野上輕便鐵道（後來為野上電氣鐵道）日方站至野上站（後來改名為紀伊野上站（日语：紀伊野上駅））開通，「日方站」（日语：／）啟用。
- 1924年（大正13年）2月28日 - 國鐵紀勢西線和歌山站（現時為紀和站）至箕島站開通，國鐵紀勢西線的「日方町站」（日语：／）啟用，位於日方站的西南方[1]。
- 1928年（昭和3年）9月10日 - 野上輕便鐵道改名為野上電氣鐵道。
- 1929年（昭和4年）6月1日 - 京阪電氣鐵道和歌山線（後來為南海和歌山軌道線（日语：南海和歌山軌道線））內海站（後來為海南站前站）啟用。
- 1936年（昭和11年）7月1日 - 「日方町站」改名為海南站（日语：／）。
- 1959年（昭和34年）7月15日 - 三木里站至新鹿站之間開通，同時路線由紀勢西線改名為紀勢本線[1]。
- 1971年（昭和46年）1月10日 - 南海和歌山軌道線海南站前站至和歌浦口站之間廢止。
- 1985年（昭和60年）3月14日 - 實施時間表修正，部分特急「黑潮」列車停此站。
- 1987年（昭和62年）4月1日 - 伴隨國鐵分割民營化，國鐵車站由西日本旅客鐵道（JR西日本）營運[1]。
- 1994年（平成6年）4月1日 - 野上電氣鐵道全線（日方站至登山口站（日语：登山口駅））廢止，「日方站」也廢止。
- 1998年（平成10年）10月10日 - 車站高架化。
- 1999年（平成11年）3月31日 - 車站租車結業[4]。
- 2005年（平成17年）3月1日 - 實施時間表修正，海南站的「黑潮」系統（「海洋飛箭」2往返班次除外）所有列車起停此站。
- 2011年（平成23年）3月12日 - 實施時間表修正，隨著「海洋飛箭」和「超級黑潮」進行整合，快速型的部分「海洋飛箭」停此站，部分「超級黑潮」則通過此站。
- 2012年（平成24年）
  - 3月17日 - 實施時間表修，正在紀國線內的特急列車統一為「黑潮」，並所有特急班次起停此站。
  - 6月1日 - 引入地區站長制度，成為管理車站和設立地區站長。
- 2015年（平成27年）
  - 8月22日 - 引入自動閘機（日语：自動改札機）。
  - 8月30日 - 車站可以使用「ICOCA」智能卡。
- 2016年（平成28年）3月9日 - Heart-in 7-11JR海南站閘口店開業。
- 2019年（平成31年）
  - 3月8日 - 當時起綠色窗口結業[5]。
  - 3月9日 - 綠色售票機Plus（日语：みどりの券売機プラス）投入服務[5]。

## 車站構造

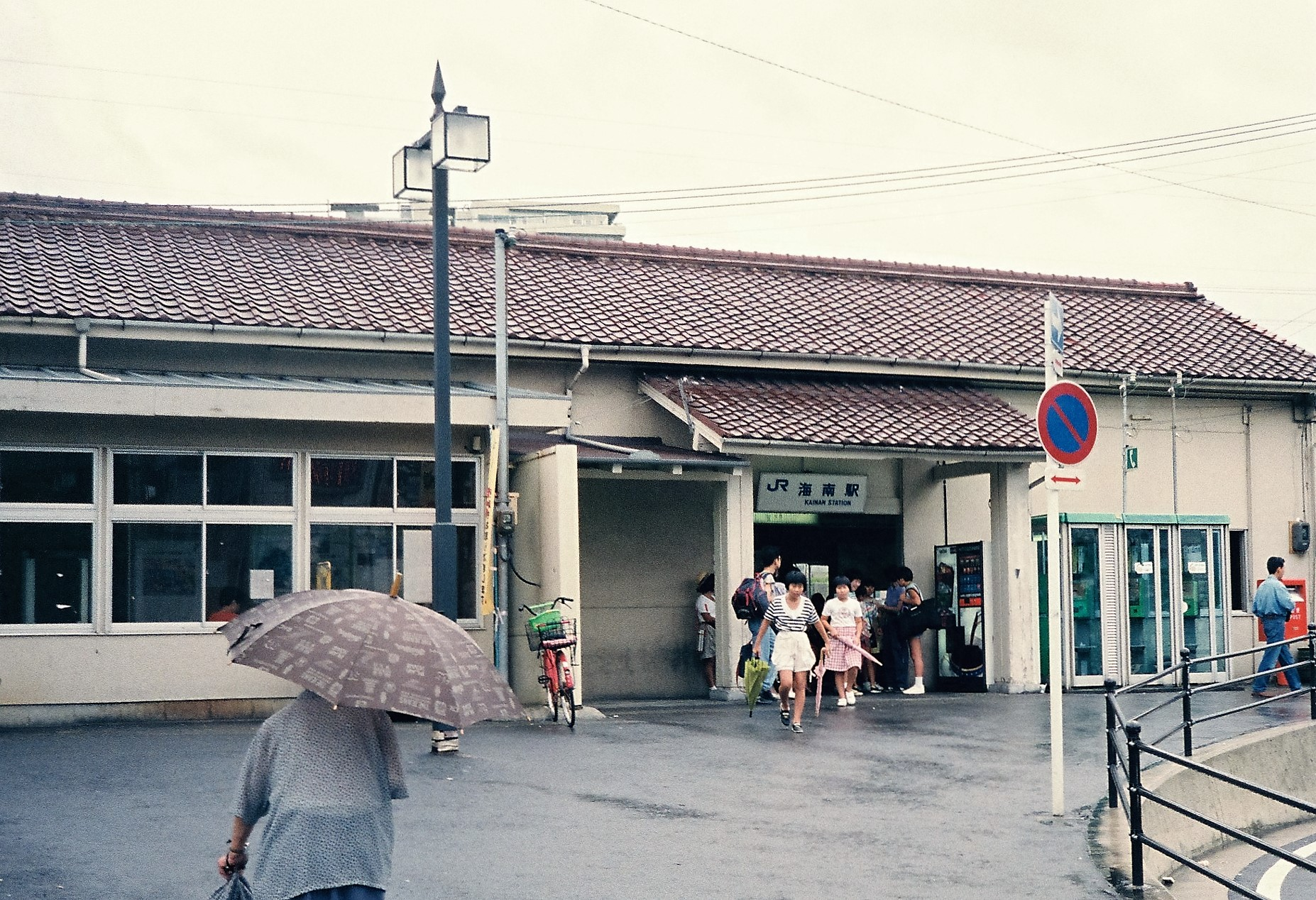
高架化前的車站（1992年8月）

車站為高架車站，設有2面4線的島式月台，可進行待避。上行本線遷移至高架車站，隨後遷移下行本線。最後在1998年（平成10年）10月10日成為高架車站（平成10年10月10日）。車車站大堂位於高架橋，比為近代的設計。在車站內設有升降機和電梯。和歌山方向的折返列車由於在路軌配線上需要使用1號月台。車站大堂內設有7-11 JR海南站閘口店，該便利店在車站進行改裝後，在2016年3月9日開業。在改裝工程中，把舊商店、投幣式貯物櫃、飲品自動售賣機及公共電話撤走。投幣式貯物櫃在2016年4月下旬於西出口外再次設置。此外，飲品自動售賣機和公共電話沒有再次設置，但是在閘口內和各月台上設有自動售賣機，並可支援IC卡。而在西出口站廣場前一直設有公共電話。在綠色窗口對面設有海南市物產觀光中心，為觀光詢問處和特產商店，在上午9時至下午6時營業。物產觀光中心可免費使用書架和電視。而車站內沒有餐廳。
此站為直營車站，由和歌山站（管理車站）旗下的地區車站，設有地區站長。管理站包括廣川海灘站至黑江站之間各站。
車站內設有1台自動體外心臟去顫器（AED）。也是「兒童110號之站」的指定車站。西出口外和閘內設有廁所。
此外，此站可使用IC卡「ICOCA」。

### 月台
| 月台 | 路線   | 方向                       |
| ---- | ------ | -------------------------- |
| 1、2 | 紀國線 | 和歌山、天王寺、新大阪方向 |
| 3、4 | 紀國線 | 御坊、白濱、新宮方向       |

- 以上的路線名是使用旅客資訊上的名稱（愛稱）。
- 內側的2線（2號、3號月台）為本線，外側的2線（1號、4號月台）為副本線（待避線），通常列車會使用2號、3號月台。
- 在早上繁忙時間，於有從此站出發的特急列車往新大阪，快速列車往天王寺（在和歌山站前各站停車），普通列車往和歌山。
- 在每一次時間表修正時的狀況都會有變化。在御坊方向的特急列車與普通列車可相互轉乘。在早上從此站出發往和歌山方向的普通列車可與特急列車轉乘（在本線停站的普通列車會等待副本線（待避線）的特急列車出發才相繼出發）。
- 和歌山方向的待避線（1號月台）和御坊方向的待避線（4號月台）中，部分普通列車會這些月台。

## 使用狀況
車站位於海南市中心，從東邊進入車站的使用者為多。在JR紀勢本線和歌山縣內的車站中，使用人次僅次於和歌山站。
以下列出近年1日平均乘車人次。
| 年度   | 一日平均 乘車人次 |
| ------ | ----------------- |
| 1998年 | 3,591             |
| 1999年 | 3,459             |
| 2000年 | 3,345             |
| 2001年 | 3,278             |
| 2002年 | 3,239             |
| 2003年 | 3,155             |
| 2004年 | 3,101             |
| 2005年 | 3,023             |
| 2006年 | 3,053             |
| 2007年 | 3,047             |
| 2008年 | 3,042             |
| 2009年 | 2,938             |
| 2010年 | 2,894             |
| 2011年 | 2,938             |
| 2012年 | 3,042             |
| 2013年 | 3,113             |
| 2014年 | 2,956             |
| 2015年 | 3,014             |
| 2016年 | 2,991             |
| 2017年 | 2,965             |

## 車站周邊
車站位於海南市中心的東邊。設有東西兩出入口，西出口較近市中心，當中設有站前廣場和巴士總站。在地面車站時代，只有一邊設有車站大樓。另一方面，在東出口附近為住宅和小規模農地，使在車站前不時會有擠塞，在近年車站周邊的工程開始，2012年3月起車站廣場和在廣場內的市營停車場開始使用。此外，在車站高架橋下南邊設有JR系列的收費停泊單車場地，在車站高架橋下北邊設有月租停車場。

### 東口
- 海南市政廳
- 松源海南日方店
- 時裝中心思夢樂（日语：しまむら）海南店
- Home Centre Taiki海南店
- 海南大野郵局
- 海南市立第三中學
- 和歌山縣立海南高等學校
- 海南市民運動場（日语：海南市民運動場）、網球場
- 海南市綜合體育館
- 海南市腕白公園（海南中央公園）

### 西口
- 海南警署（日语：海南警察署）
- 海南警署海南站前崗亭
- 海南醫療中心（日语：海南医療センター）
- 海南郵局
- 海南名高郵局
- 紀陽銀行（日语：紀陽銀行）海南站前分店
- 超級中心OKUWA（日语：オークワ）海南店
- Kohnan（日语：コーナン）海南店
- 上新電機海南店
- 海南市立日方小學
- 海南市立內海小學
- 溫山莊園（日语：温山荘園）
- 和歌山縣立自然博物館（日语：和歌山県立自然博物館）
- 和歌山海洋城（日语：和歌山マリーナシティ）

## 巴士路線
車站附近設有和歌山巴士、大十巴士、有田鐵道巴士、明光巴士、西武觀光巴士、海南市社區巴士巴士路線。

### 一般巴士路線
- 和歌山巴士
  - 往和歌山市站（經醫大醫院前、本町2丁目）/（經新手平、和歌山站、Burakuricho（日语：ぶらくり丁商店街））
  - 往和歌山站（經醫大醫院前、公園前）　
  - 往海洋城（日语：和歌山マリーナシティ）（經發電廠前（日语：海南発電所））
- 大十巴士
  - 往登山口＜紀美野町方向＞
  - 往高野山（高野海洋Liner）
- 有田鐵道巴士（只限平日運行）
  - 往和歌山市站
  - 往川原河（美山）（經金屋口（日语：金屋口駅））＜有田川町（舊吉備町（日语：吉備町 (和歌山県)））、日高川町（舊美山村（日语：美山村 (和歌山県)））方向＞
- 海南市コミュニティバス

### 夜行高速巴士
- 明光巴士、西武觀光巴士（聯營）
  - 經YCAT（橫濱站）（日语：横浜シティ・エア・ターミナル）、Busta新宿（新宿站）、池袋站、大宮站往大宮營業所（日语：西武バス大宮営業所） ＜東京都、神奈川縣、埼玉縣方向＞（只限乘車）
  - （下行往白濱只限下車）

### 曾經存在的巴士路線
- 和歌山巴士
  - 往和歌山站東口（經龜川、向陽高校前）
  - 往藤白濱（經日限下）(在2017年4月1日廢止)
- 有田鐵道巴士
往舊花園村 和歌山線（在舊花園村可轉乘往金屋口）
- 定期觀光周遊巴士（在2007年開始運行，截至2013年8月3日再沒有宣布運行。）
- 大十巴士
往和歌山市站（在2018年4月1日，登山口（日语：登山口駅）至和歌山市內的平日直通運行廢止）

## 其他

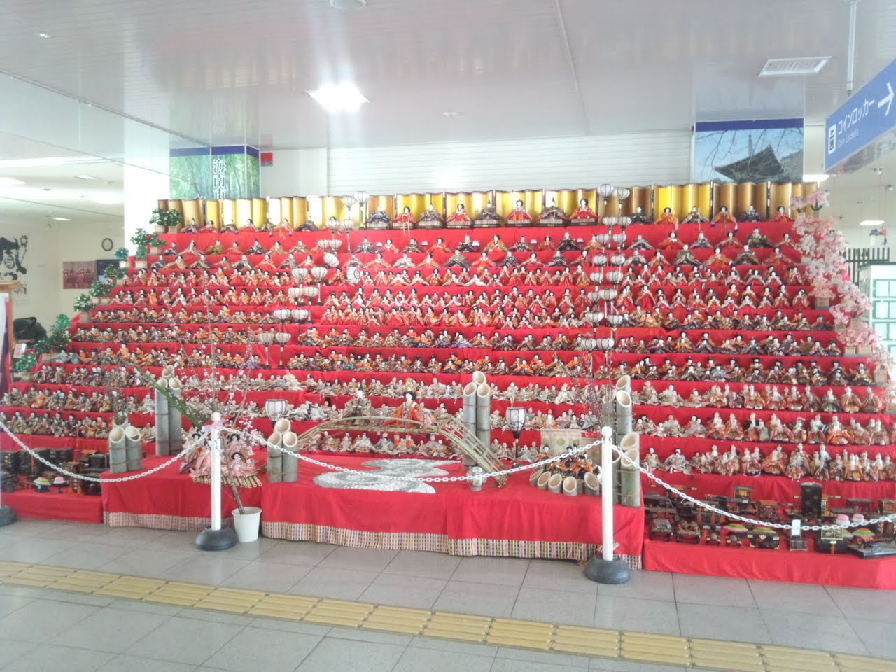
在車站閘口外設置了雛人形和大雛壇

- 在紀三井寺觀櫻的假日季節，纪州路快速會開設「閒逛海南」和「紀三井寺櫻來臨號」，延長運輸至此站。
- 車站被選為第1回近畿車站百選之一。
- 使用來往大阪方向特急乘客可在此處泊車，在48小時內的停車費免費（泊車轉乘措施，限定15架）。
- 毎年在2月中旬至3月期間，會安放雛人形的大雛壇。
- 在1992年起毎年8月的日本盂蘭盆節，在車站西邊的周邊道路會舉行「故鄉海南節」。
- 紀州漆器（日语：紀州漆器）的職人製作了以漆塗製成的站名牌，設置於車站出入口附近。

## 相鄰車站
西日本旅客鐵道
 紀國線（紀勢本線）
- 特急「黑潮」停車站

■快速
加茂鄉－海南－黑江
■普通（包括在阪和線內的快速及紀州路快速列車）
冷水浦－海南－黑江

### 曾經存在的路線
南海電氣鐵道
和歌山軌道線
野上電車前－海南站前

## 注腳
1. 1 2 3 4  曾根悟（監修）. 朝日新聞出版分冊百科編集部（編集） , 编. . 朝日百科週刊. 25號 紀勢本線、參宮線、名松線. 朝日新聞出版. 2010-01-10: 18–21.
2. ↑  日本國有鐵道旅客局(1984)『鉄道・航路旅客運賃・料金算出表 昭和59年４月20日現行』。
3. ↑  宮脇俊三、原田勝正 『近畿470駅 (JR・私鉄全線各駅停車)』，pp.132 ,176，小學館，1992年12月，ISBN 978-4093954082
4. ↑  『JR時刻表』1999年4月號
5. 1 2  . 西日本旅客鐵道.   [2019-03-12]. （原始内容存档于2019-03-12）.
6. ↑  . 海南市.   [2015-11-12]. （原始内容存档于2020-01-04）.
7. ↑  こども110番の駅 実施駅 （页面存档备份，存于） - JR西日本（2012年3月15日參閲）
8. ↑  『和歌山縣統計年鑑』及『和歌山縣公共交通機關等資料集』

## 外部連結
- 海南｜車站資訊：JR出門網 - 西日本旅客鐵道